# 卡氏副牙脂鯉
卡氏副牙脂鯉（学名：Parodon carrikeri）為輻鰭魚綱脂鯉目脂鯉亞目下口半脂鯉科的其中一個種，分布於南美洲Bermejo與Pilcomayo河流域，體長可達14.7公分，棲息在河川底中層水域，生活習性不明。